# Audioglobe
La Audioglobe è una società di distribuzione musicale indipendente italiana fondata a Firenze nel 1993. L'azienda gestisce la distribuzione di centinaia di etichette discografiche provenienti da tutto il mondo e caratterizzate da diversi generi musicali. L'azienda opera come produttore attraverso due etichette chiamate Santeria e Dragonheart.